# کمپین ویرجینیای شمالی
کمپین ویرجینیای شمالی (انگلیسی: Northern Virginia Campaign) همچنین شناخته شده به عنوان دومین کمپین بول ران یا دومین کمپین منسس یک جنگ داخلی در ایالات متحده از سری جنگ‌های داخلی آمریکا است که در ویرجینیا و در اوت و سپتامبر ۱۸۶۲ میلادی در همایش بزرگ شرق در گرفت، مؤتلفه به رهبری ژنرال رابرت ئی. لی و به دنبال موفقیت‌های او از ۷ روز جنگ در شبه جزیره کمپین با حرکت به سمت شمال به طرف واشینگتن، دی.سی. عزیمت کرد.

## نگارخانه

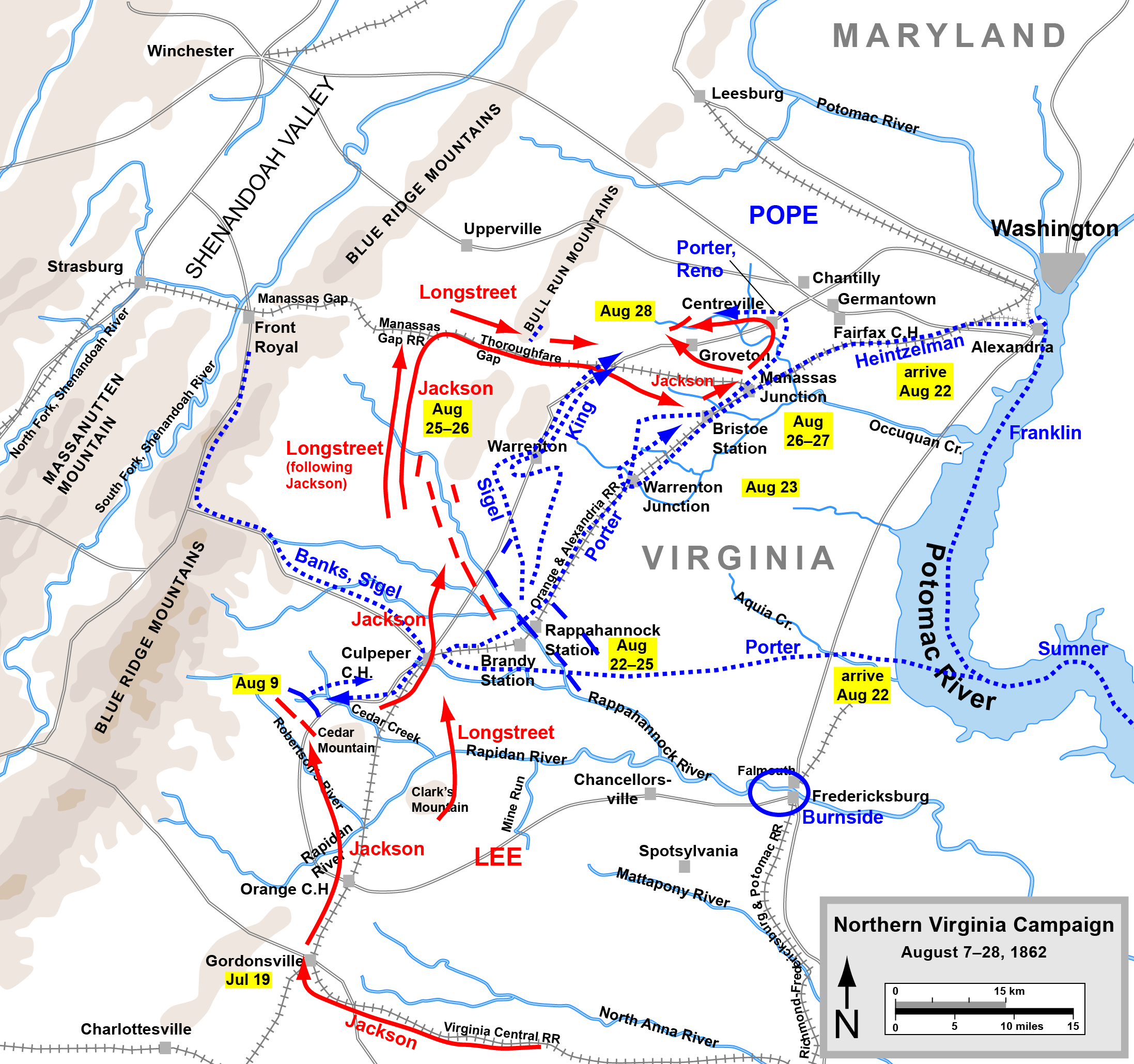
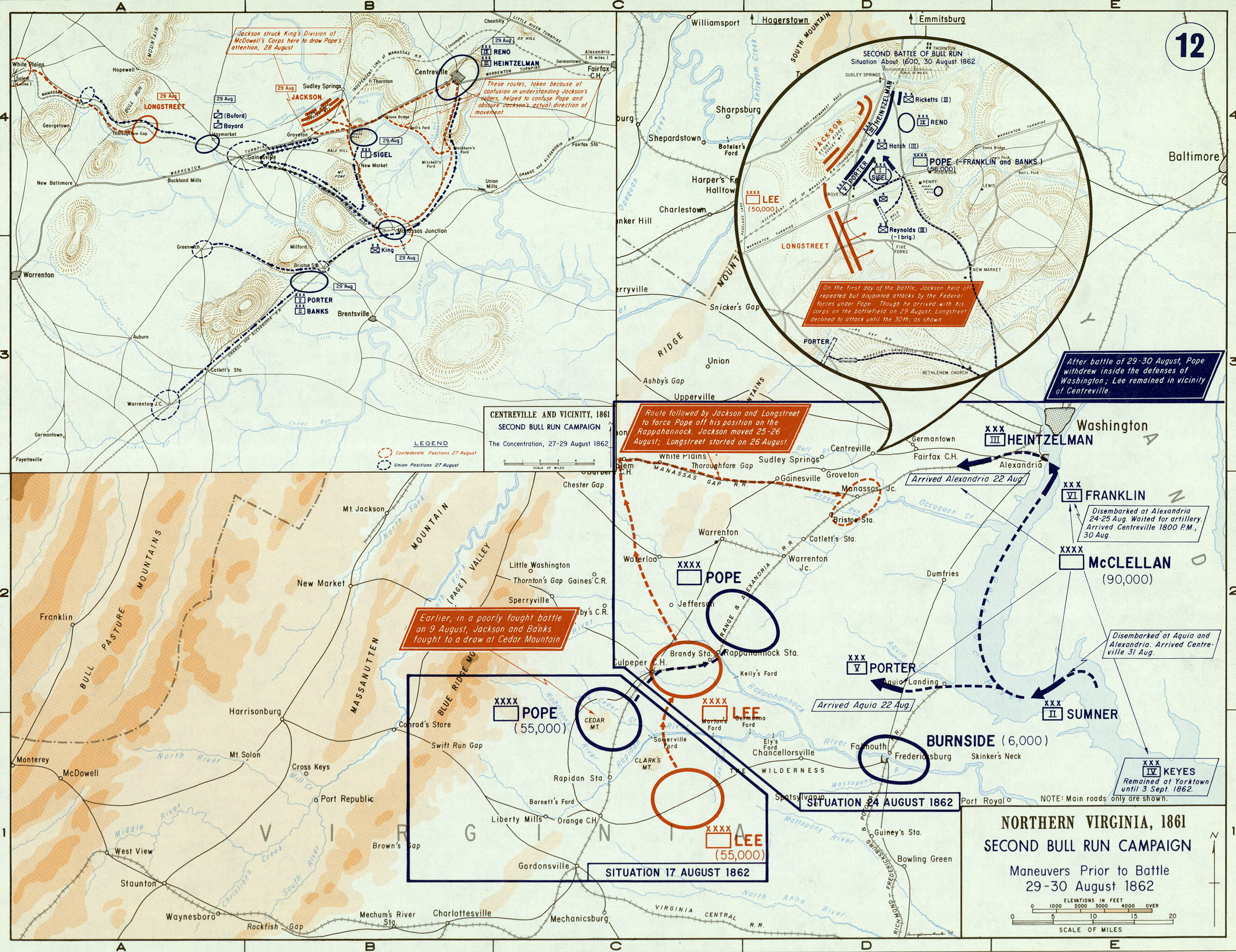
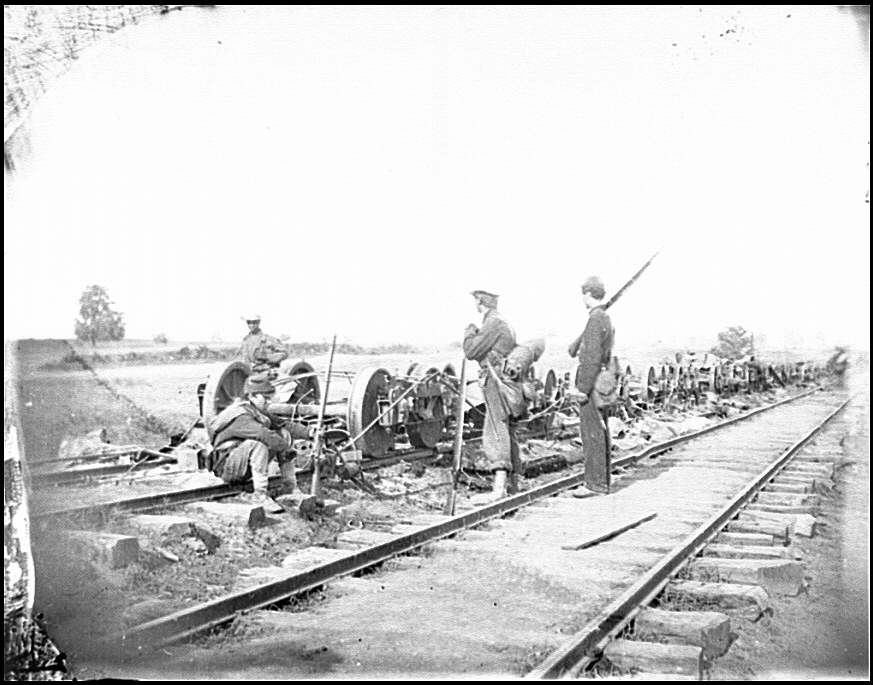